# 김형민 (작가)
김형민은 대한민국의 텔레비전 드라마 작가이다. 

## 주요 작품
- 2020년 넷플릭스 오리지널 드라마 《스위트홈》 ... 공동집필
- 2022년 ~ 2023년 ENA 수목 미니시리즈 《사장님을 잠금해제》 ... 집필

## 같이 보기
- 김형민(金炯敏, 1909 ~ 1998)은 초대 서울시장을 지낸 대한민국의 공직자이다.
- 김형민(金亨珉, 1956 ~ )은 SBS 소속의 대한민국의 방송인이다.
- 김형민(1966 ~ )은 대한민국의 기업인, 금융인이다.
- 김형민(1972 ~ )은 대한민국의 기업인이다.
- 김형민(197? ~ )은 대한민국의 한의사이다.
- 김형민(1983 ~ )은 대한민국의 배우이다.
- 김형민(1984 ~ )은 대한민국의 기업인이다.
- 김형민(1995 ~ )은 대한민국의 프로게이머이다.